# Jane Menelaus
Jane Menelaus (née en 1959 en Australie) est une actrice australienne. Elle est l'épouse de Geoffrey Rush.

## Filmographie
- 1985 : Robbery Under Arms (TV) : Aileen
- 1985 : A Thousand Skies (feuilleton TV) : Thelma McKenna
- 1986 : Body Business (TV) : Victoria
- 1992 : The Importance of Being Earnest (TV) : Gwendolen Fairfax
- 1994 : Janus (série TV) : Jenny Hanson
- 1995 : Angel Baby : Obstetrician
- 2000 : Quills, la plume et le sang (Quills) : Renee Pelagie
- 2000 : The Dish : Gwen
- 2014 : Healing : Glynis